# Camper-Trolley
Camper-Trolley er en bugseringshjælp til fortrinsvis campingvogne. Produktet har to larvefødder og styres med en trådløs fjernbetjening. Camper-Trolleyen er opfundet af Knud Erik Westergaard som er manden bag KEW-højtryksrensere og KEWET elbil. Der findes to varianter: En som kan bugsere op til 1.500 kg (kaldt for CT1500) og en der kan bugsere op til 2200 kg (Kaldt for CT2200). 